# Pascal Bomati
Pascal Bomati, nascut el 13 d'octubre de 1973 a Perpinyà, és un jugador francès de rugbi a 13 i de rugbi a 15.
Obridor, centre o extrem al rugbi a 13, va optar el 1997 pel rugbi a 15 on juga gairebé exclusivament a l'ala (1,71 m per a 80 kg).

## Carrera en Rugbi a XIII

### Club
- XIII de Català
- París Saint-Germain XIII

### Selecció francesa
- Internacional

## Carrera en Rugbi a XV

### Club
- CA Brive 1997-1999
- Secció paloise 1999-2002
- USAP Perpinyà 2002-2007

## Palmarès

### Al club
- Vencedor de la copa d'Europa 1997 amb Briva la Galharda.
- Vencedor de l'Escut europeu 2000 amb Pau.
- Finalista de la Copa d'Europa 2003 amb Perpinyà.
- Finalista del Top 16 2004 amb l'USAP.

### A la selecció nacional
- Internacional rugbi a 7
- Internacional França A: 1 selecció el 2005 (Itàlia A).